# Leptalpheus
Leptalpheus is een geslacht van kreeftachtigen uit de klasse van de Malacostraca (hogere kreeftachtigen).

## Soorten
- Leptalpheus axianassae Dworschak & Coelho, 1999
- Leptalpheus azuero Anker, 2011
- Leptalpheus bicristatus Anker, 2011
- Leptalpheus denticulatus Anker & Marin, 2009
- Leptalpheus dworschaki Anker & Marin, 2009
- Leptalpheus felderi Anker, Vera Caripe & Lira, 2006
- Leptalpheus forceps Williams, 1965
- Leptalpheus hendrickxi Anker, 2011
- Leptalpheus marginalis Anker, 2011
- Leptalpheus mexicanus Ríos & Carvacho, 1983
- Leptalpheus pacificus Banner & Banner, 1975
- Leptalpheus penicillatus Anker, 2011
- Leptalpheus pierrenoeli Anker, 2008